# ガーフィールド (漫画)

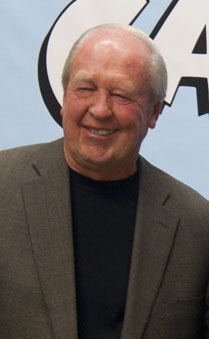
ガーフィールドの作者ジム・デイビス（2011年）

『ガーフィールド』（Garfield）は、アメリカ合衆国で1978年6月19日より連載されている新聞漫画。著者はジム・デイビス。2009年10月現在、日本では英語新聞の"The Japan Times"に連載されている。また『毎日中学生新聞』に対訳付きで連載されたこともある。

## 概要
タイトルは主人公である猫のガーフィールド（Garfield）から。飼い主のジョンや親友のオーディー、それに好敵手のナーマルなどと共に繰り広げられるドタバタ劇が売り物である。
連載は現在も続いており、アニメ化・映画化もなされ、グッズも数多く登場している。ガーフィールドは全米の新聞連載だけで2億2000万人の読者をもち、単行本の発行部数は全世界で1億3000万部を超えるという。2017年現在の発表形式は「平日版の3コマ漫画」・「日曜版の半ページ漫画」となっており、英語版公式サイトで閲覧可能である。
多くの言語に訳されてアメリカ以外の新聞にも連載されているが、漫画は日本ではあまり有名ではない。その理由を作者のジム・デイビス本人は「（この漫画は）日本語に訳すのは難しい」と連載25周年を記念して出版された本 "GARFIELD at 25 @ In Dog Years I'd Be Dead" の中で語っている（@の部分は足跡のマーク）。1980年代前半に日本語版が誠文堂新光社から発売されたが、あまり支持されなかったせいか、現在では絶版となっている。また1990年代後半に「ガーフィールド」の日本語訳付きのティッシュ箱が発売されたが、こちらもすぐに姿を消してしまった。

## 登場キャラクター
ガーフィールド（Garfield）
本作の主人公、黒の縞模様（地の色は、カラーの媒体ではオレンジ色）のオスのタビーキャット（Tabby Cat、橙色の虎猫）。ジョンの飼い猫。でっぷりと太った体型が特徴で、座ると腹が床についてしまう。初期は四足歩行だったが、連載が長期化して行動パターンが多様化するにつれ二足歩行するようになった。日本語に訳される場合、一人称は大抵「俺」を使う（『ガーフィールド・ショー』では「オイラ」、ゲーム版では「僕」を使っている）。
食べることと寝ることが一番好きだと豪語する異様な大食漢で、持ち前の自由奔放さでそこかしこに悪戯をしたり物を壊したりする。朝が苦手でベッドから出てこなかったりダイエットを嫌がったりと怠惰な一面も目立つが、太った身体の割に運動神経は良く活発に動くため、その肥満体はやはり大量の食事によるところが大きい。計略を企てて食べ物をかすめ取ったり、ジョンから課されるダイエットや入浴、小言を巧みにかわしたりと頭もよく回る。自信家で、自身の体型についても全く気にせずむしろ太っていることに誇りを持つが、ドジな部分がありしばしば痛い目に遭う。思考はウィットに富んでおり、巧みに言葉を選んで状況を皮肉るなど利己的な性格だが本当に友人を見捨てない一面もある。
ラザニアが何よりの好物で、その他ステーキやハンバーガー、ケーキやクッキー、ポップコーンなど高カロリーな嗜好品を多数好む。ジョンの観葉植物を食い荒らす事もよくある。季節ではクリスマスが大好き。苦手なものは、レーズンと野菜やダイエット系食物。猫の癖にネズミを追いかけず、寧ろ友好関係を築いている（ただし鳥や魚、カエルなどは追いかけて食べようとする）。食べ物以外で嫌いなものは、「月曜日」「クモ」「犬」など。月曜日が嫌いなのは、ガーフィールドになぜか必ず1つは災難がもたらされる「不幸の日」となっているため。「13日の月曜日」にはさらに輪をかけた悲劇に襲われることもある。クモは、見つけるや否や飛び上がって驚き踏み潰してしまうほど大嫌いである。猫なのに夜目はきかないらしい。
誕生日は、連載開始日である1978年6月19日。イタリアン料理店の片隅で産声を上げ、生まれた時点で体重が2.5キロもあったという。店のイタリア料理をむさぼり食っていたためペットショップに売られてしまい、みじめに暮らしていたところをジョンに引き取られたという経緯がある。
ジョン・アーバックル（Jon Arbuckle / Jon Q. Arbuckle）
ガーフィールドの飼い主で、フルネームは「ジョナサン・クエンティン・アーバックル（Jonathan Quentin Arbuckle）」。漫画家という設定だが、あまり仕事をしている場面は出て来ない。独身で、さほど裕福ではない庶民的な生活を送る。
ガーフィールドには家具を壊されたり、食べ物を盗まれたり、うっぷんや悪戯のはけ口にされたりとほとほと手を焼いているが、一番の理解者でもある。言葉は通じないながらもガーフィールドのジェスチャーなどから心情をよく読み取っているが、しばしば齟齬が生まれる場合もある。『ガーフィールド・ザ・ヒーロー』など一部の作品ではガーフィールド達と普通に会話する場面があった。
怠惰でトラブルメーカーなガーフィールドを厳しく叱りながらも何だかんだで可愛がる模範的な飼い主だが、ガーフィールド同様のややドジな性格、デートなどの際に表出するセンスの悪さなど、どこかさえない部分も目立つ。いわゆるナードで、学生時代（特にプロム）には暗い思い出が多い様子。ウサギの形のスリッパを愛用している。まったくモテないが女性好きで、ヒマさえあればナンパをしているが大体は不成功に終わる。ジョギングやキャンプやゴルフ、釣りなどのアウトドア好きだが飽き性で、趣味は靴下コレクション。B級映画を好んでいる。料理好きで食料品の買い出しもまめにしているが、冷蔵庫をめったに掃除しないため、庫内には謎の生物が発生している。
オーディー（Odie）
ガーフィールドと一緒に暮らしている黄色いビーグル犬。頻繁に口を開けて長い舌をだらりと出しており、よだれを垂らしながら走り回る。元々はライマンの飼い犬という設定で、連載開始2ヶ月足らずの同年8月8日から登場している。誕生日も8月8日となっている。
ガーフィールドら他の動物キャラクターの多くが人間並みの知能を持つよう描かれているのに対し、オーディーは実際の犬未満のやや愚鈍な性格である。そのため、ガーフィールドらと違って吹き出しで心情が示されることはない。
ガーフィールドからは殴られる、テーブルから突き落とされるなど多くの場合暴力を伴う悪戯をされているが、オーディー自身は持ち前の呑気さでさほど気にしておらず、稀に反撃する場合もある。実際には二匹は親友同士であり、『ガーフィールドがやって来た！』では、保健所に収容されてしまったオーディーをガーフィールドが助け出している。
ライマン（Lyman）
ジョンの友人。連載当初はオーディーの飼い主としても登場していたが、そのうち登場しなくなってしまった。
アーリーン（Arlene）
ガーフィールドのガールフレンド。首が長く、セクシーな目つきと唇を持つ。前歯にある隙間がコンプレックス。
思考回路が異なっているせいか会話がすれ違うことも少なくないが、何だかんだいって彼女はガーフィールドに惚れている。
ナーマル（Nermal）
小さく可愛い容姿が特徴の子猫で、肥満体型のガーフィールドに比べると余計に際立つ。本人も「世界一可愛い猫」と自覚するほどナルシストで周りに媚びてチヤホヤされることを覚えているため、ガーフィールドから嫉妬されている節も見られ、『ガーフィールド・ショー』ではその面が強調され、他の動物と同格な扱いされると機嫌を悪くしたり、余裕で大会に出れば優勝出来ると高を括るなど多少性悪に描かれ、基本的にライバル関係にあるが、場合によっては意気投合することもある。特技は毛糸球遊びで、数々の賞を取っている。ガーフィールドによくアブダビに送られそうになる。
当初は他の家の猫として登場しており、ナーマルが遊びに来たとジョンから伝えられる度にガーフィールドが頭を抱えるのが定番の光景であった。
『ガーフィールド・ザ・ヒーロー』では毒舌家だがヒーローに憧れる子供らしい性格に描かれている。
プーキー（Pooky）
ガーフィールドが「親友」と称する熊のぬいぐるみ。ぬいぐるみなので当然動くことも喋ることもなく、専らガーフィールドのなりきりや会話など暇つぶしの道具に使われている。
『ガーフィールド・ショー3』ではこれを元に作られた動くことや喋ることがある「ロボ・プーキー」が登場する。
リズ・ウィルソン（Liz Wilson）
ガーフィールドが連れて行かれる動物病院で働いている美人の獣医。フルネームは「エリザベス・ウィルソン（Elizabeth Wilson）」。
ジョンはリズに惚れていて度々歯のうくような台詞でアタックするのだが、本人はジョンをダメ男と見ているらしく、関係は進展しない。とはいえ、これまでに数回のデートを行っており、やっと正式にジョンと付き合うようになった。
パパ、ママ
ジョンの両親。田舎で牧場を経営している。現在に至るまで、特に名前は設定されていない。
父親は快活、母親は優しく穏やかで、どちらも気立てのいい性格。特に、母親は食べ物を沢山ごちそうしてくれるのでガーフィールドには好かれている。古き良き時代の女性らしく手芸やインテリア、料理を愛し、時々手編みの猫用セーターを送ってきてはガーフィールドを悩ませる。モデルは作者の両親。
ドク（Doc）
ジョンの弟。両親と共に牧場で暮らしている。ジョンを「シティボーイ」とからかうなど、一応は都会人である兄への対抗心が見られるが、仲のいい兄弟である。家族からはドクボーイ（Doc boy）の愛称で呼ばれているが本人は子ども扱いされるのを嫌がっている。父親似で、若禿げ気味。モデルは作者の弟。
お隣さん　ハバートとレバ夫妻（Hubert & Reba）
隣には老夫婦が住んでおり、たまに登場する。ガーフィールドたちが繰り広げるドタバタ劇を冷ややかな目で見ている。
郵便屋さん
ジョンの家に郵便物を届けに来ると、いつもガーフィールドや近所の動物達に追い回されている。たまに助っ人を連れてきて逆に撃退することもある。
イルマ（Irma）
ガーフィールドとジョン行きつけの24時間営業コーヒーショップのマネージャー兼ウェイトレス兼厨房を務める女性。疲労のためか常に上の空で、サービスが荒っぽく身なりも構わない。ジョンを「ホン」（Hon）と呼ぶ。未亡人らしい。
ピエロのビンキー（Binky the Clown）
テレビの人気者で、地元テレビ局では彼の看板番組がある。エンターテイナーとしての存在感は抜群で、特にわめき散らし騒ぐことについては誰にも負けない。その奇声で、ガラス張りのビルを破壊するなどやること成すことはた迷惑な人物でガーフィールド達からも迷惑がられている。
「ビンキーと叫ぼう（Screaming with Binky）」というミニコーナーがあり、集中力を要する大仕事や偉業などに挑む人物などを狙って突然ビンキーが叫び、ぶちこわしにすることで周囲の怒りを買っている。
スクウィーク（Squeak）
ガーフィールドの家に住むネズミ。仲間がたくさんいる。猫のガーフィールドに追いかけられることはなく、友好的な友達である。一緒にテレビを見たり、ガーフィールドの悪巧みに協力することもある。
体重計
アーバックル家の体重計。知性を持ち、著しく体重が増えると皮肉を言ったり、ガーフィールドの脅迫を恐れて嘘の体重を表示したりする。言動がガーフィールドの怒りを買い、投棄や破壊されることもある。
ウィーザー（Wheezer）
ジョンの高校時代の親友。同じくナード。

## 既刊一覧
- ジム・デイビス／作、徳川静子・国行智子・北村京子／訳、誠文堂新光社、全9巻
  - 『偉大なガーフィールド』1981年6月1日発売 ISBN 4-416-58110-6
  - 『またまた太ったガーフィールド』1981年9月1日発売
  - 『どはずれガーフィールド』1982年6月1日発売 ISBN 4-416-58204-8
  - 『計量中!ガーフィールド』1982年9月1日発売 ISBN 4-416-58209-9
  - 『ガーフィールドがやって来た!』1985年1月1日発売 ISBN 4-416-58307-9
  - 『ガーフィールド おじいちゃんに再会』1984年9月1日発売 ISBN 4-416-58404-0
  - 『ガーフィールド 月曜日なんて大嫌い』1984年9月1日発売 ISBN 4-416-58405-9
  - 『ガーフィールド いじわる大作戦』1984年10月1日発売 ISBN 4-416-58406-7
  - 『ガーフィールド ねずみなんか捕るもんか』1984年10月1日発売 ISBN 4-416-58407-5

- Jim Davis／作、戸田奈津子／訳、研究社、全20巻
  - 『ガーフィールド Vol.1 ワンマンショーへようこそ!』1990年7月1日発売 ISBN 4-7674-5001-2
  - 『ガーフィールド Vol.2 ラザーニャ・パラダイス』1990年7月1日発売 ISBN 4-7674-5002-0
  - 『ガーフィールド Vol.3 恐怖の日曜日』1990年7月1日発売 ISBN 4-7674-5003-9
  - 『ガーフィールド Vol.4 ママに出会う』1990年7月1日発売 ISBN 4-7674-5004-7
  - 『ガーフィールド Vol.5 ザ・スモウキャット』1990年7月1日発売 ISBN 4-7674-5005-5
  - 『ガーフィールド Vol.6 ガーフィールドと仲間たち』1990年7月1日発売 ISBN 4-7674-5006-3
  - 『ガーフィールド Vol.7 正義の味方も楽じゃない』1990年7月1日発売 ISBN 4-7674-5007-1
  - 『ガーフィールド Vol.8 太りすぎでも大丈夫』1990年7月1日発売 ISBN 4-7674-5008-X
  - 『ガーフィールド Vol.9 やぶれかぶれのガーフィールド』1990年7月1日発売 ISBN 4-7674-5009-8
  - 『ガーフィールド Vol.10 ガーフィールドの放浪記』1990年7月1日発売 ISBN 4-7674-5010-1
  - 『ガーフィールド Vol.11 はてしなきダイエット』1991年6月1日発売 ISBN 4-7674-5011-X
  - 『ガーフィールド Vol.12 わたしはだあれ?』1991年6月1日発売 ISBN 4-7674-5012-8
  - 『ガーフィールド Vol.13 オーディはへこたれない』1991年6月1日発売 ISBN 4-7674-5013-6
  - 『ガーフィールド Vol.14 渡る世間はネコばかり』1991年6月1日発売 ISBN 4-7674-5014-4
  - 『ガーフィールド Vol.15 これからホントのお楽しみ』1991年6月1日発売 ISBN 4-7674-5015-2
  - 『ガーフィールド Vol.16 毎日が月曜日』1992年6月1日発売 ISBN 4-7674-5016-0
  - 『ガーフィールド Vol.17 ご主人様のお通りだ』1992年6月1日発売 ISBN 4-7674-5017-9
  - 『ガーフィールド Vol.18 コーヒー飲んでも眠くなる』1992年6月1日発売 ISBN 4-7674-5018-7
  - 『ガーフィールド Vol.19 ダイエット大作戦!』1992年6月1日発売 ISBN 4-7674-5019-5
  - 『ガーフィールド Vol.20 キャンプ場は大騒ぎ』1992年6月1日発売 ISBN 4-7674-5020-9

## 映像作品

### アニメ
ガーフィールドと仲間たち（GARFIELD and friends）
テレビアニメシリーズ。全7シーズン、121話。1988年9月17日から1994年12月17日までCBSにて放送。アメリカでは『U・S・エーカー』とのカップリング作品として放送。日本では、1992年5月 - 1994年3月にWOWOWで放映。2003年頃からはカートゥーン ネットワークにて日本語版を新たに製作し、放送されている。WOWOW版とCN版とも二ヶ国語放送である。DVDにはカートゥーン ネットワーク版が収録。
- 声の出演
  - ガーフィールド - ロレンゾ・ミュージック（CN版 - 茶風林/WOWOW版 - 玄田哲章）
  - ジョン - トム・ヒュージ（根本泰彦/中尾隆聖）
  - オーディ  - グレッグ・バーガー（原語版流用/？）
  - ナーマル - デジレ・ゴイエット（葛谷知花/兼子由利子）
  - リズ - ジュリー・ペイン（よのひかり/向井真理子）
  - ピエロのビンキー - トム・ヒュージ（泉尚摯/江原正士）
  - 郵便屋 - グレッグ・バーガー

ガーフィールド3（Garfield Gets Real）
2007年作品。
2007年にDVDリリース。日本ではWOWOWで放送（日本語字幕のみ）。邦題は3となっているが、後述の実写映画シリーズの続編ではない。
- 声の出演
  - ガーフィールド - フランク・ウェルカー
  - ジョン - ウォーリー・ウィンガート
  - オーディ  - グレッグ・バーガー
  - ナーマル - ジェイソン・マースデン
  - アーリーン - オードリー・ヴァシレフスキー
  - イーライ - グレッグ・イーグルス
  - シーラ - ラジャ・バラウディ
  - ウォーリー - ニール・ロス

ガーフィールド・ザ・ヒーロー（Garfield's Pet Force）
2009年作品。
2009年にDVDリリース。日本では2010年8月6日にDVDリリース。
- 声の出演
  - ガーフィールド/ガーズーカ - フランク・ウェルカー（日本語吹替 - 杉田智和）
  - ジョン/ジョン皇帝 - ウォーリー・ウィンガート
  - オーディ/オーディアス  - グレッグ・バーガー（堂坂晃三）
  - ナーマル/アブナーマル - ジェイソン・マースデン（宮田幸季）
  - アーリーン/スターリーナ - オードリー・ヴァシレフスキー（堀川千華）
  - ベトピクス - ヴァネッサ・マーシャル（伊倉一恵）
  - ウォーリー/ウォーリー教授 - ニール・ロス（板取政明）
  - ナレーター - フランク・ウェルカー

ガーフィールド・ショー（The Garfield Show）
2008年作品。
2008年にフランスで製作されたCGアニメ。アメリカでは2009年に放送され、日本では2010年9月5日からカートゥーン ネットワークで放送されている。
- 声の出演
  - ガーフィールド - フランク・ウェルカー（日本語吹替 - 高木渉）
  - ジョン - ウォーリー・ウィンガート（関俊彦）
  - オーディ  - グレッグ・バーガー
  - ナーマル - ジェイソン・マースデン（新田英人）
  - ハリー - グレッグ・バーガー（河本邦弘）
  - アーリーン - オードリー・ヴァシレフスキー（寺谷美香）
  - スクウィーク - グレッグ・バーガー（多田野曜平）
  - リズ - ジュリー・ペイネ（藤葉愛香→高橋由美子→大井麻利衣（ガーフィールド・ショー4））

### 実写映画
ガーフィールド（Garfield The Movie）
2004年作品。
ガーフィールド2（Garfield A Tail of Two Kitties）
2006年作品。
- キャスト
  - ガーフィールド（声） - ビル・マーレイ（日本語吹替 - 山口勝平）
  - ジョン - ブレッキン・メイヤー（内田夕夜）
  - リズ - ジェニファー・ラブ・ヒューイット（花村さやか）
  - ダージス卿 - ビリー・コノリー（立川三貴）
  - プリンス（声） - ティム・カリー（家中宏）
  - その他の声の吹き替え:稲垣隆史／吉見一豊／石住昭彦／野々村のん／佐藤晴男／雨蘭咲木子／小林希唯／松久保いほ／原田晃／二瓶美江／遠藤純一／ふくまつ進紗／多田野曜平／浦山迅

### アニメ映画
ねこのガーフィールド（The Garfield Movie）
2024年作品。

## 映像ソフト
VHS
- 『ガーフィールドの探偵物語』（ソニー・ミュージックエンタテインメント、1990年4月8日発売）CSVW-1189

DVD
- 『ガーフィールド ANIMATION Vol.1 ガーフィールドと仲間たち』（20世紀フォックス ホーム エンターテイメント、2005年10月28日発売）FXBS-29596
  - 真夏のクリスマス／正義の味方のマントマン／僕がお前で君が俺!?／動くなヨ!／目指せ!ムキムキ肉体美／ジョンのデート／ラザニア・ゾーン／かわいくない!?
- 『ガーフィールド ANIMATION Vol.2 ガーフィールドの家出』（20世紀フォックス ホーム エンターテイメント、2005年10月28日発売）FXBS-29597
  - トラブるトラベル／だましあい／オーディーに捧げる詩／どっちがどっち／うちのペットはロブスター／オレの中の天使と悪魔／ガーフィールドの家出／かわいいナーマル
- 『ガーフィールド ANIMATION Vol.3 ガーフィールドの大作戦』（20世紀フォックス ホーム エンターテイメント、2005年10月28日発売）FXBS-29598
  - 月曜日はイヤよ／ジョンのアドレス帳／ハワイかぜにご注意／ミュータント・グッピー現る／目覚めたら未来／クッキーを守れ!／ジョンの食費節約大作戦／キョーフのしつけ学校

## ゲームソフト
- ファミリーコンピュータ『ガーフィールドの一週間』（トーワチキ、1989年4月7日発売）TCC-VG
- PlayStation 2『ガーフィールド アーリーンを救え!』（タイタスジャパン、2006年4月27日発売）SLPM-62733

## ガーフィールドとGmail
かつてガーフィールドの公式サイトがgmail.comのドメインを所有していたことがあり、フリーメールアドレスを提供するサービスを行っていたが、その後ドメインを手放しサービスを終了している。もちろん現在の所有者であるGoogleのGmailとは関係がない。